# وزارت بهداشت روسیه
وزارت بهداشت فدراسیون روسیه (به روسی: Министерство здравоохранения Российской Федерации)، (به انگیسی: The ministry of Health of the Russian Federation)
یک آژانس دولتی در روسیه است که دفتر مرکزی آن در مسکو قرار دارد. این سازمان جانشین وزارت بهداشت و توسعه اجتماعی سابق است که در سال ۲۰۱۲ و در دورهٔ نخست‌وزیری دمیتری مدودف به دو بخش تقسیم شد و بخش‌های مرتبط با تأمین اجتماعی به وزارت کار و امور اجتماعی تازه تأسیس روسیه منتقل شدند.

## وظایف
مسئولیت‌های رسمی وزارت بهداشت روسیه عبارتند از:
- توسعه و اجرای سیاست‌های بهداشتی و پزشکی دولت روسیه.
- توسعه و اجرای برنامه‌های بهداشتی فدرال، از جمله اقدامات در رابطه با دیابت، سل، ارتقا سلامت، آموزش بهداشت، پیشگیری از بیماری‌ها و غیره.
- تهیه پیش نویس‌های قانونی بهداشتی و ارائه آن به دومای دولتی
- اداره امکانات پزشکی فدرال.
- آموزش پزشکی و توسعه نیروی انسانی.
- نظارت بر بهداشت اپیدمیولوژیک و بهداشت محیط و آمار و ارقام پزشکی و بهداشتی.
- کنترل بیماری‌های عفونی.
- تدوین مقررات بهداشتیِ
- تدوین استانداردها و توصیه‌های فدرال برای تضمین کیفیت.
- توسعه و اجرای برنامه‌های بهداشت فدرال.
- کنترل و صدور مجوز برای داروها.